# Percina shumardi
Percina shumardi és una espècie de peix d'aigua dolça de la família dels pèrcids i de l'ordre dels perciformes. Poden assolir fins a 7,8 cm de longitud total.
Es troba a Nord-amèrica.